# Martina Boesler
Martina Boesler, född den 18 juni 1957 i Berlin i Tyskland, är en östtysk roddare.
Hon tog OS-guld i åtta med styrman i samband med de olympiska roddtävlingarna 1980 i Moskva.